# 长颈槐
长颈槐（学名：Sophora velutina var. dolichopoda）为豆科槐属下的一个变种。

## 扩展阅读
- 維基物種上的相關：长颈槐